# شرور: برای همیشه
شرور: برای همیشه (انگلیسی: Wicked: For Good) یک فیلم موزیکال و فانتزی آمریکایی رو به اکران به کارگردانی جان ام. چو و نویسندگی وینی هولزمن و دانا فاکس است که دنبالهٔ شرور (۲۰۲۴) محسوب می‌شود. این فیلم اقتباسی از پردهٔ دوم موزیکال شرور اثر استیون شوارتس و هولزمن است که به نوبه خود مبتنی بر رمانی به همین نام از سال ۱۹۹۵ نوشتهٔ گرگوری مگوایر است. در این فیلم سینتیا اریوو، آریانا گرانده، جاناتان بیلی، اتان اسلاتر، ماریسا بودی، میشل یئو، و جف گلدبلوم نقش‌های خود را تکرار می‌کنند.
یونیورسال پیکچرز و مارک پلت، که هر دو تولیدکنندگان نسخهٔ تئاتر این موزیکال بودند، در سال ۲۰۱۲ از اقتباس سینمایی این اثر خبر دادند. پس از یک دوره توسعهٔ طولانی و چندین تأخیر، که بخشی از آن به دلیل همه‌گیری کووید-۱۹ بود، چو برای کارگردانی انتخاب شد و اریوو و گرانده در سال ۲۰۲۱ به عنوان بازیگران اصلی انتخاب شدند. این اقتباس به دو بخش تقسیم شد تا از حذف نقاط کلیدی داستان جلوگیری شود و سفرها و روابط شخصیت‌ها گسترش یابد. فیلم‌برداری اصلی هر دو بخش در دسامبر ۲۰۲۲ در انگلستان آغاز شد، در ژوئیه ۲۰۲۳ به دلیل اعتصابات ۲۰۲۳ سگ-افترا متوقف گردید و در ژانویهٔ ۲۰۲۴ به پایان رسید.
شرور: برای همیشه قرار است توسط یونیورسال پیکچرز در تاریخ ۲۱ نوامبر ۲۰۲۵ در ایالات متحده منتشر شود.

## خلاصه داستان
در سرزمین اُز، در بازه‌ای زمانی پیش از ورود دوروتی گیل از کانزاس و پس از آن، داستان بر دوستی الفابا و گلیندا تمرکز دارد که با پذیرش هویت‌های جدید آن‌ها به عنوان «جادوگر شرور غرب» و «گلیندای خوب» به چالش کشیده می‌شود. این روایت همچنین توضیح می‌دهد که چگونه پیامدهای اعمال این دو شخصیت، سرزمین اُز را برای همیشه دستخوش تغییر می‌کند.

## بازیگران
- سینتیا اریوو
- آریانا گرانده
- جاناتان بیلی
- اتان اسلاتر
- ماریسا بود
- میشل یئو
- جف گلدبلوم

## ساخت
فیلمبرداری در کنار قسمت اول آغاز شد و تا ژوئیه ۲۰۲۳ تقریباً تکمیل شده بود قبل از اینکه تولید به دلیل اعتصاب نویسندگان در سال ۲۰۲۳ به حالت تعلیق درآمد. هر دو فیلم در ۲۴ ژانویه ۲۰۲۴ از سر گرفته شدند و در ۲۶ ژانویه به پایان رسیدند.

## آینده
در نوامبر ۲۰۲۴، استیون شوارتز و وینی هولزمن اعلام کردند که در حال صحبت دربارهٔ احتمال انجام پروژه‌ای مرتبط با شرور هستند. آن‌ها تأکید کردند که این پروژه نام شرورِ قسمت سوم یا چهارم نخواهد داشت. همچنین، علاقه خود را به گسترش دنیای سینمایی شرور بیان کردند.